# Музей сидру
Музей сидру (ісп. Museo de la Sidra) — музей, розташований у містечку Нава іспанської провінції Астурія та повністю присвячений сидру, традиційному слабоалкогольному напою Півночі Іспанії, що отримується бродінням яблучного соку. Музей входить до Етнографічної мережі музеїв Астурії. Був урочисто відкритий іспанським престолонаслідником принцом Феліпе у 1996 році.

## Експозиція
Експозиція музею повністю присвячена усім аспектам виробництва та споживання сидру та умовно поділена на чотори частини: 
- вирощування яблук, від запилення яблучних дерев та догляду за ними до збору врожаю;
- виробництво сидру, головні технологічні етапи якого включають вичавлення соку, його зброджування та розливання у тару;
- королівство сидру, присвячену традиціям виробництва та споживання сидру на півночі Іспанії;
- сидр у світі, яка демонструє розповсюдженість цього напою за межами Іспанії.

Окрема частина музейної експозиції присвячена безалкогольному сидру, прохолоджувальному напою, що також виготовляється з яблук, однак не проходить стадію зброжування.